# Hemiargus pseudoptiletes
Hemiargus pseudoptiletes är en fjärilsart som beskrevs av Jean Baptiste Boisduval 1833. Hemiargus pseudoptiletes ingår i släktet Hemiargus och familjen juvelvingar. Inga underarter finns listade i Catalogue of Life.